# Willi Gottfried Schultz
Willi Gottfried Schultz (* 26. November 1900 in Duisburg; † 18. Oktober 1969 in Hamburg) war ein deutscher Gynäkologe und Hochschullehrer.

## Leben
Schultz’ Eltern waren der Duisburger Rechtsanwalt und Notar Julius Schultz und seine Frau Eugenie geb. Dieckmann. Schultz’ Besuch Duisburger Schulen endete im Ersten Weltkrieg. Er erhielt 1918 eine militärische Ausbildung bei der Artillerie, wurde aber nicht mehr an der Front eingesetzt. 1919 bestand er am Gymnasium Adolfinum Moers die Reifeprüfung. In der Duisburger Bürgerwehr nahm er im März 1920 an den Kämpfen um das Duisburger Rathaus teil. Zum Sommersemester 1920 immatrikulierte er sich an der Eberhard-Karls-Universität für Medizin. Am 24. April 1920 wurde er Mitglied des Corps Rhenania Tübingen. Er wechselte an die Ludwig-Maximilians-Universität München und die Julius-Maximilians-Universität Würzburg. 1925 bestand er das Staatsexamen. Mit einer Doktorarbeit bei Carl Joseph Gauß wurde er im selben Jahr in Würzburg zum Dr. med. promoviert.
Er war eine Zeit lang Schiffsarzt und volontierte 1927/28 am Pathologischen Institut der Albert-Ludwigs-Universität Freiburg. Von 1928 bis 1930 war er Assistenzarzt bei Hugo Schottmüller an der III. Medizinischen Klinik des Universitätsklinikums Hamburg-Eppendorf. Anschließend durchlief er die gynäkologische Ausbildung bei Theodor Heynemann an der Eppendorfer Frauenklinik. 1933 wurde er Oberarzt bei Ludwig Nürnberger an der Frauenklinik der (neu benannten) Martin-Luther-Universität Halle-Wittenberg. Zum 9. September 1933 trat er der SS bei, in der er Oberscharführer wurde. 1935 für Gynäkologie und Geburtshilfe habilitiert, wurde er zum Privatdozenten ernannt. Im Jahr darauf kehrte er als Oberarzt nach Hamburg zurück. Bei Beginn des Überfalls auf Polen kam er als Schiffsarzt auf einen Sperrbrecher. Die Universität Hamburg ernannte ihn 1940 zum a.o. Professor. Danach war er an der Medizinischen Akademie Danzig kommissarischer Direktor der Frauenklinik. Die Reichsuniversität Posen berief ihn 1941 als Chefarzt der Frauenklinik und Ordinarius für Gynäkologie.
In der Schlacht um Posen konnte er seine Patienten nach Boltenhagen bringen. Nach Auflösung der dortigen Behelfsunterkunft fand er vorübergehend eine Arbeitsstätte im Ausweichkrankenhaus Bad Bevensen. 1948 konnte er die Leitung der geburtshilflich-gynäkologischen Abteilung des Krankenhauses Elim in Hamburg übernehmen. 1952 wurde er im (alten) Krankenhaus Altona Chefarzt der Frauenklinik. 1965, wohl nach der Pensionierung, wechselte er an das Israelitische Krankenhaus Hamburg. 1955 und 1963 war er Vorsitzender der Norddeutschen Gesellschaft für Gynäkologie und Geburtshilfe (NGGG).
Verheiratet war er seit 1934 mit Heide Nolte aus Hamburg. Der Ehe entstammen zwei Söhne. 1965 heiratete er Ursula Roth aus Hof.

## Ehrungen
- Mitglied des Collège international des chirurgiens[7]
- Korrespondierendes Mitglied der Société française de gynécologie[7]
- Ehrenmitglied der Norddeutschen Gesellschaft für Gynäkologie und Geburtshilfe[8]